# Екатериновский сельсовет (Тамбовская область)
Екатериновский сельсовет — сельское поселение в Моршанском районе Тамбовской области Российской Федерации.
Административный центр — село Екатериновка.

## История
Статус и границы сельского поселения установлены Законом Тамбовской области от 17 сентября 2004 года № 232-З «Об установлении границ и определении места нахождения представительных органов муниципальных образований в Тамбовской области».

## Население
| 2010 | 2012 | 2013 | 2014 | 2015 | 2016 | 2017 |
| ---- | ---- | ---- | ---- | ---- | ---- | ---- |
| 771  | ↘738 | ↘719 | ↘692 | ↘671 | ↘657 | ↘627 |
| 2018 | 2019 | 2020 | 2021 |      |      |      |
| ↘621 | ↘602 | ↘596 | ↗702 |      |      |      |

## Состав сельского поселения
| №  | Населённый пункт | Тип населённого пункта       | Население |
| -- | ---------------- | ---------------------------- | --------- |
| 1  | Алексеевка       | деревня                      | ↘377      |
| 2  | Апушка           | деревня                      | 9         |
| 3  | Безобразовка     | деревня                      | 43        |
| 4  | Глазовка         | деревня                      | 30        |
| 5  | Екатериновка     | село, административный центр | ↘59       |
| 6  | Крутая           | деревня                      | 30        |
| 7  | Островский       | посёлок                      | 8         |
| 8  | Петровка         | деревня                      | ↘123      |
| 9  | Погореловка      | деревня                      | 22        |
| 10 | Поповка          | посёлок                      | 7         |
| 11 | Сухая            | деревня                      | 18        |
| 12 | Хлудовский       | посёлок                      | 45        |